# Takami-musubi-no-kami
Takami-musubi-no-kami (タカミムスビ (高御産巣日神; 高皇産霊神)?   Deidad Musubi Exaltada) es el segundo dios de la mitología japonesa. Creó el universo como sucesor de Ame-no-minaka-nushi-no-kami (considerados las deidades más importantes). También creó las plantas. Después de crear las cosas se ocultó.
La fe es uno de los tres primeros seres que surgen en el mundo; él sale del caos primitivo inmediatamente después Ame-no-minaka-nushi-no-kami. Fue considerado una deidad de la familia imperial, los elementos de su culto estaban presentes en muchas ceremonias de la corte. Las oraciones para/hacia Takami-musubi-no-kami proporcionan al emperador un largo y exitoso gobierno.